# Орлинское сельское поселение
Орлинское се́льское поселе́ние — упразднённое муниципальное образование в Усольском районе Пермского края Российской Федерации.
Административный центр — посёлок Орёл.

## История
Статус и границы сельского поселения установлены Законом Пермской области от 27 декабря 2004 года № 1985-435 «Об утверждении границ и о наделении статусом муниципальных образований Усольского района Пермского края»
Упразднено в 2018 году при образовании городского округа Березники.

## Население
| 2010  | 2012  | 2013  | 2014  | 2015  | 2016  | 2017  |
| ----- | ----- | ----- | ----- | ----- | ----- | ----- |
| 2312  | ↘2292 | ↘2263 | ↗2268 | ↗2271 | ↗2285 | ↘2241 |
| 2018  |       |       |       |       |       |       |
| ↗2249 |       |       |       |       |       |       |

## Состав сельского поселения
| № | Населённый пункт | Тип населённого пункта          | Население |
| - | ---------------- | ------------------------------- | --------- |
| 1 | Кондас           | деревня                         | 92        |
| 2 | Огурдино         | посёлок                         | 80        |
| 3 | Орёл             | посёлок, административный центр | ↘1556     |
| 4 | Петрово          | деревня                         | 45        |
| 5 | Пешково          | деревня                         | 40        |
| 6 | Турлавы          | посёлок                         | 208       |